# Homburgerbach
Der Homburgerbach ist ein rund 12 Kilometer langer linker Zufluss der Ergolz im Schweizer Kanton Basel-Landschaft. Er durchfliesst das Homburgertal und entwässert dabei ein Gebiet von rund 30 Quadratkilometern.

## Geographie

### Verlauf
Der Homburgerbach entsteht durch den eingedolten Zusammenfluss der beiden Quellbäche Murenbach und Hauensteinbach in Läufelfingen auf etwa 549 m ü. M. Der Murenbach entspringt auf etwa 778 m und der Hauensteinbach auf etwa 666 m, beide direkt an der Grenze zum Kanton Solothurn.
Der Homburgerbach fliesst vorwiegend in nordwestliche Richtung durch Buckten, Rümlingen, Diepflingen sowie Thürnen und mündet an der östlichen Grenze von Sissach auf etwa 372 m von links in die Ergolz.

### Einzugsgebiet
Das Einzugsgebiet des Homburgerbachs ist 30,4 km² groß und besteht zu 41,3 % aus Bestockter Fläche, zu 50,8 % aus Landwirtschaftsfläche, zu 7,8 % aus Siedlungsfläche und zu 0,1 % aus Gewässerfläche.
Die Mittlere Höhe des Einzugsgebietes beträgt 605 m ü. M., die minimale Höhe liegt bei 373 m ü. M. und die maximale Höhe bei 997 m ü. M.
Sein Einzugsgebiet grenzt im Westen an den Diegterbach, im Osten an den Eibach (beide Ergolzzuflüsse) und im Süden an den Aarezufluss Dorfbach.

### Zuflüsse
- Murenbach (linker Quellbach), 1,9 km, 2,31 km², in Läufelfingen, 550 m ü. M.
- Hauensteinbach (rechter Quellbach), 2,0 km, 3,12 km², in Läufelfingen, 550 m ü. M.
- Hofmattbächli (rechts), 0,3 km, in Läufelfingen, 545 m ü. M.
- Chillebach (rechts), 1,0 km, in Läufelfingen, 543 m ü. M.
- Tunnelbach (rechts), 0,7 km, in Läufelfingen, 535 m ü. M.
- Holdenbächli (links), 0,2 km, in Läufelfingen, 528 m ü. M.
- Hirzenbächli (rechts), 0,4 km, in Läufelfingen, 528 m ü. M.
- Chrätzigerbächli (rechts), 1,0 km
- Höllbach (links), 1,1 km, 0,8 km²
- Fellibächli (links), 1,3 km
- Hornbergbächli (rechts), 0,5 km
- Eimattbach (rechts), 3,2 km, 3,43 km²
- Hinter-Chamberbach (links), 0,4 km
- Vorder-Chamberbach (links). 0,8 km
- Schorenbächl (links),  1,2 km
- Chrintelbach (rechts), 4,9 km, 6,8 km², 0,1 m³/s
- Sommeraubächli (rechts), 0,1 km
- Muttibächli (rechts), 0,3 km
- Gritbächli (links), 0,4 km
- Hölstenbächli (links), 0,9 km
- Schübletenbächli (rechts), 1,1 km
- Steinholdenbächli (links), 0,7 km
- Zünbächli (links), 0,9 km
- Grienbächli (rechts), 0,1 km
- Dubenrainbächli (links), 0,3 km
- Schürrainbächli (links), 0,5 km
- Haldenbächli (links), 0,3 km
- Grabacherbächli (links), 0,6 km

## Fauna
Der Homburgerbach ist reich an Bachforellen und Groppen.